# August von Rechberg

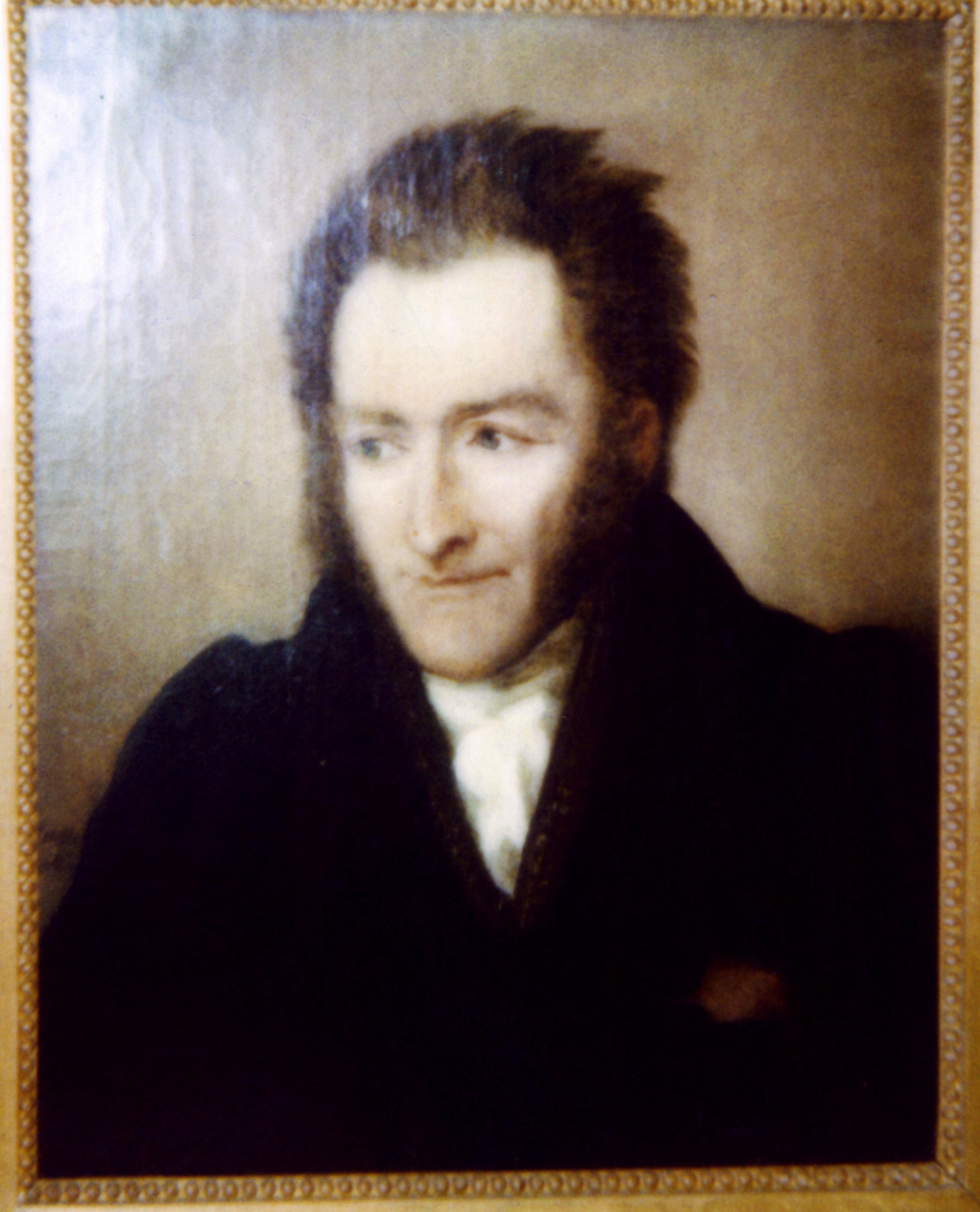
Graf von Rechberg

August Joseph Georg Graf von Rechberg und Rothenlöwen (* 11. September 1783 in München; † 15. April 1846 ebenda) war ein deutscher Verwaltungsjurist, Richter und Parlamentarier in Bayern.

## Leben
August von Rechberg wurde als Sohn des Maximilian Emmanuel Johann von Rechberg und Rothenlöwen (1736–1819) und der Walpurga Maria geb. Freiin von und zu Sandizell (1744–1818) geboren. Am 3. November 1803 immatrikulierte er sich an der Universität Landshut für Rechtswissenschaft. 1803 gehörte er dort zu den Stiftern des Corps Suevia Landshut/München. Nach Abschluss des Studiums trat er in die Rechtspflege und die Verwaltung des Königreichs Bayern ein. 1831 war er Landrichter von Mindelheim. Danach war er Oberappellationsgerichtsrat in München. 1833 wurde er zum Generalkommissär und Regierungspräsidenten von Unterfranken ernannt. 1837 wurde er zum Präsidenten des Oberappellationsgerichtes des Königreichs Bayern in München berufen. 1839 von Ludwig I. zum Reichsrat auf Lebenszeit ernannt, starb er mit 63 Jahren im Amt.